# Tabla de Pamplona
La tabla de Pamplona es una pieza histórica conservada en el Archivo Municipal de Pamplona que servía de base para la normalización de unidades de medida antiguamente empleadas en el reino de Navarra hasta la instauración del sistema métrico decima (1849) en España. Fue elaborada durante el siglo XVI, probablemente a finales, y presenta unas dimensiones de más de tres metros y medio de longitud por 40 centímetros de altura. Está escrita en castellano antiguo y existen sendas réplicas conservadas en el Museo de Pesos y Medidas Tradicionales, en Herreruela de Oropesa (Toledo): una reproducción fidedigna y otra de menores dimensiones pero transcrita al español actual.

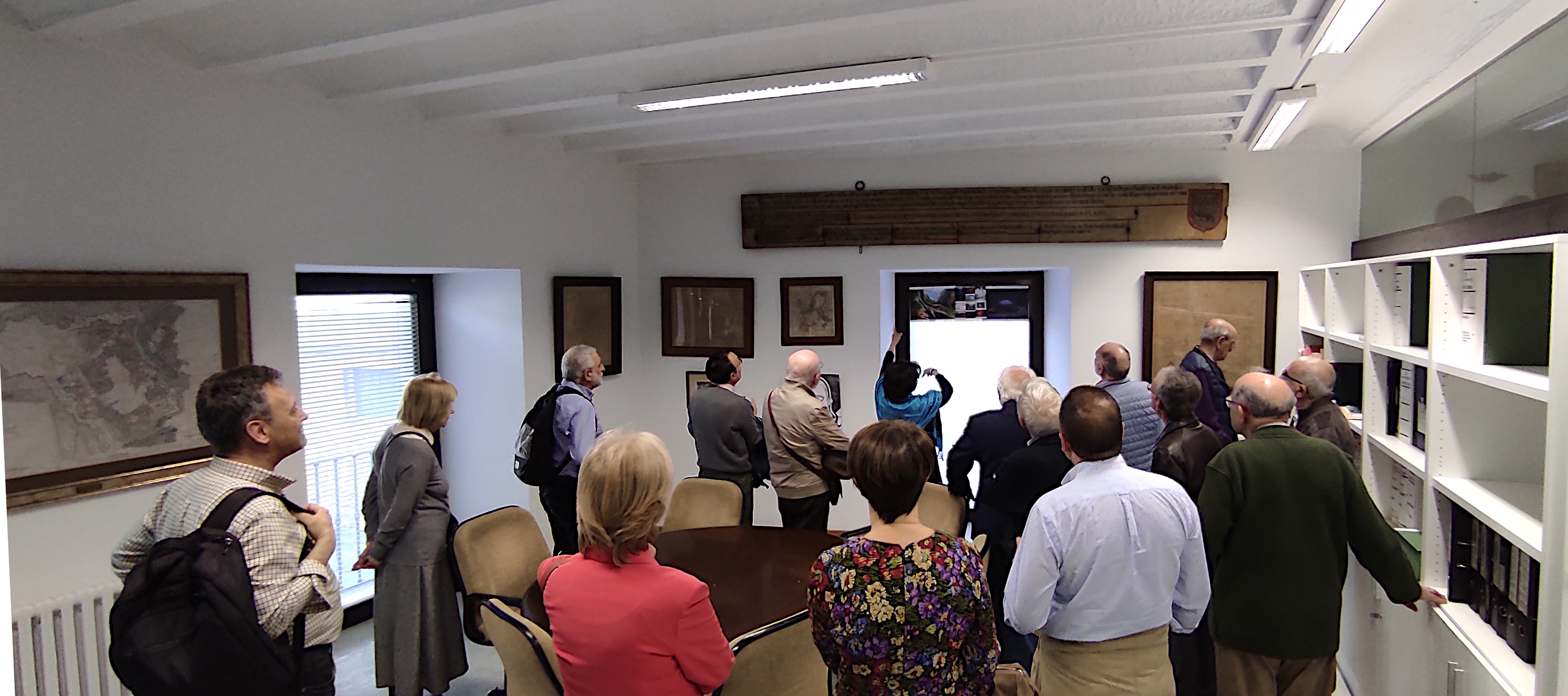
Socios y amigos de la Peña Pregón visitando el Archivo Municipal de Pamplona (2023). La directora, Ana Hueso Pérez, explica a los presentes los pormenores sobre la tabla de Pamplona.

## Contexto histórico
Durante la Baja Edad Media en Navarra, según recoge Yanguas y Miranda en su Diccionario de antigüedades, hablando de pesos y medidas, nos cuenta que «en 1333 nadie podía usar de otras que de las que ponía el rey en las casas destinadas para ello, o bien de las que estaban selladas con el sello real, pagando ciertos derechos.» También afirmaba que «los pesos y medidas eran diferentes en cada comarca y aun en cada pueblo» haciendo complejas las equivalencias comerciales.
Se tiene noticia de que, tras la conquista del reino de Navarra, tempranamente, en 1514, Fernando el Católico promulgara las Ordenanzas sobre los Pesos y Medidas del Reino a fin de acabar con fraudes entre los comerciantes. Entonces se estableció la unificación del codo para medir tejidos ordenando «que sea tanto justamente el dicho codo, cuanto es la vara que se usa en el nuestro Reino de Aragón» (Novísima Recopilación de las Leyes del Reino de Navarra, Libro I, Tít. XXVIII, Ley I).
En 1565, las Cortes de Navarra celebradas en Tudela expresaban al rey: «En el medir de las obras de cantería, que se hacen en este Reino en edificios de iglesias, y otras cosas, ha havido, y hai mucha desórden, y excesos, por no haver medida cierta. Y por lo que se ha entendido por experiencia, que conviene para el bien común. Suplicamos a vuestra Magestad, ordene que las medidas de las tales obras de cantería sea, contando la brazada de dos varas, y dos tercias deste Reino en quadro». La petición fue respondida y se adoptaron «esa braza de dos metros diez centímetros, igual a dos varas (un metro cincuenta y ocho) más dos tercios de vara (cincuenta y dos centímetros)» que sirve como dato para fechar la construcción de la tabla como posterior a ese año de 1565, aunque Yanguas y Miranda la establecía «como posterior al arreglo de pesos y medidas hecho en Navarra en 1514».
De este modo fueron las Cortes de Navarra las que establecían «las medidas que tienen que tener de clavo a clavo» siendo competencia municipal velar por el cumplimiento de tales métricas.

## Descripción
La llamada «tabla de Pamplona», elaborada en el siglo XVI y conservada en las dependencias municipales del archivo, «policromada y rotulada en castellano antiguo», presenta unas dimensiones de 40 cm de altura y 3,55 metros de longitud. Presenta varios clavos de hierro (a modo de topes) indicando los extremos de las llamadas «marcas de clavo a clavo» que normalizan las métricas para la pértiga, la vara, la braza y los codos.» En este caso último, hasta cinco métricas diferentes se usaban para los codos en función del material. En la aplicación textil estaba el codo de telas finas o de lujo, el codo de telas corrientes, tejidos más usuales como los paños de lana, y el codo de telas bastas, tejidos más burdos como lienzos, sayales, márfegas o cotonados. A estos tres había que añadir otros dos: el codo de tierra, para medir un solar o una parcela, y el codo de fusta, con fines constructivos.
| Tabla de medidas "de clavo a clavo" | Tabla de medidas "de clavo a clavo"   |
| --- | ------------------------------------- |
| |                                       |
| Tabla con patrones de antiguas medidas oficiales conservada en el Archivo Municipal de Pamplona. De arriba abajo y de izquierda a derecha, se lee: |                                       |
| DESCRIPCIÓN DE LA ANTIGUA MEDIDA | EQUIVALENCIA                          |
| a) «Esta es la piertega de mesurar la tierra. Toda esta tabla del un clauo al otro. Deue ser arienço de tierra, una piertega de ancho y LXXII [cobdos] e[n] largo. Deue ser canpo de onbres a caballo, XXIIII piertegas e[n] largo y XVI en ancho. Deue ser canpo de los peones XVIII piertegas en largo y XII en ancho. Deue ser todo camino rreal II piertegas de ancho. Deue ser las cruzadas de los caminos IIII piertegas de ancho o de se[n]dero mayor. Deue ser vna piertega en a[n]cho, sender[o] mediano. Deue ser media piertega e[n] ancho sendero menor, tercera p[ar]te de la piertega e[n] ancho. La piertega deue ser VII cobdos de mesurar tierra». | 355 cm, la longitud total de la tabla |
| b) «Esta es la bara de mesurar tela de oro y plata, sedas y paños, lie[n]ços y no co[n] los cobdos adelante escriptos. Salbo de tierra y fusta, los otros cobdos se pone[n] solo por memoria de uso antiguo». | 78,5 cm                               |
| c) «ESTA ES LA BRAÇA PUESTA POR LAS CORTES A PIDIMENTO DEL REYNO DE CLABO A CLABO». | 210 cm                                |
| d) «Este es el cobdo de mesurar tierra. Deue ser la teja de cubrir las casas VII cobdo[s] e[n] largo. Deue ser la adoba vn cobdo e[n] largo y medio e[n] ancho. [D]eue ser la tapia v[n] cobdo[s] y medio de espesura.» | 50,8 cm                               |
| e) «Este es el cobdo de mesurar la fusta. Deue ser las tablas para [ha]zer las tapias VI cobdos e[n] largo y III en ancho.» | 50,2 cm                               |
| f) «Este es el cobdo de mesurar ce[n]dal y paños de oro y plata, y de todas maneras de seda». | 48 cm                                 |
| g) «Este es el cobdo de mesurar paños de lana de todas maneras». | 59 cm                                 |
| h) «Este [e]s, el cobdo de mesurar lienços y sayales, marfegas y cotonados». | 63 cm                                 |

El estado de conservación de la tabla de Pamplona es bastante bueno y consta que en 1752 se realizaron labores de restauración.

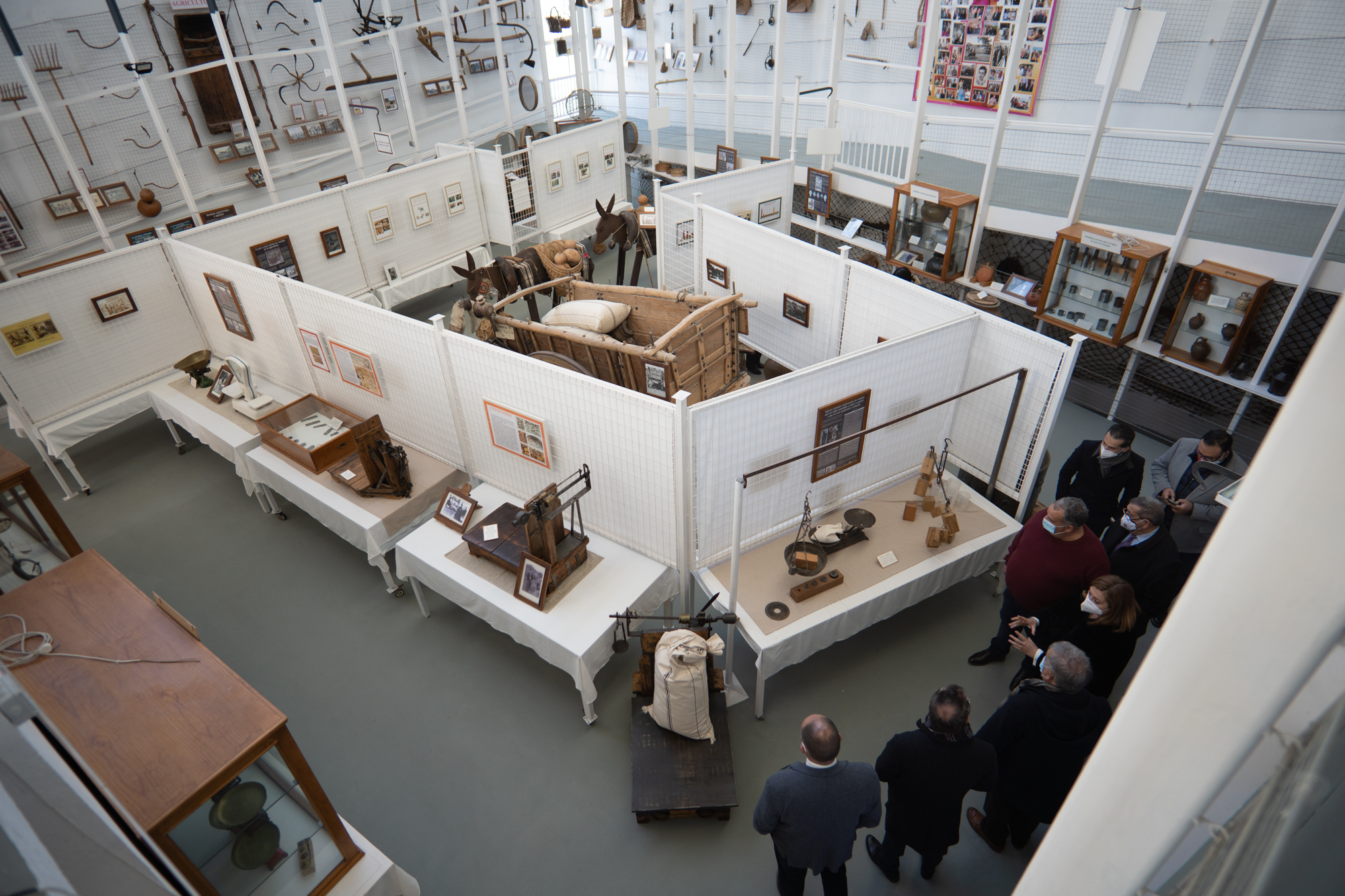
Vista del Museo Etnológico de Herreruela de Oropesa (2022)

## Réplicas
En el Museo de Pesos y Medidas Tradicionales de Herreruela de Oropesa (Toledo) se conserva una réplica junto a otra de menores dimensiones transcritas al castellano actual.

## Vigencia
Cuando Yanguas y Miranda redacta su Diccionario de antigüedades (1840) aún estaban vigentes las antiguas métricas. Al abordar las que llama medidas de tierras y telas hace referencia a la «tabla antigua de medidas, que existe en la casa del ayuntamiento de Pamplona» indicando que «esta tabla es posterior al arreglo de pesos y medidas hecho en Navarra en el año 1514» por el hecho de hacer ya mención a la vara navarra instaurada en esa fecha y vigente hasta la fecha de redacción de su trabajo. Este nueva métrica sustituía al codo, también recogido en la tabla pero con la finalidad de que se tuviera «noticia de las medidas antiguas».
En esta obra el autor también afirma que «del mismo arienzo procede también el robo o robada de tierra, la cual se compone exactamente de las 72 pérticas de largo y una en ancho que la referida tabla atribuye al arienzo, o lo que es lo mismo 8 pérticas ½ en cuadro, según usan los agrimensores, o bien 1458 varas cuadradas de Navarra que hacen 13 122 pies o tercias de la misma vara.»
La ley de 19 de julio de 1849 establecía en todo el conjunto de España, incluyendo las posesiones de ultramar, el nuevo sistema legal ordenando la obligatoriedad de su uso en las dependencias oficiales desde el 1 de enero de 1853. Con todo, a nivel general, aún tardaría más tiempo la implantación de su uso: el 27 de mayo de 1868 se dictaba un real decreto por el cual se establecía la obligatoriedad de uso del sistema métrico decimal desde el 1 de julio de 1868 «para los particulares, establecimientos y corporaciones».
Ya en 1890, durante su discurso sobre los fundamentos matemáticos de la metrología de precisión leído el 1 de junio ante la Real Academia de Ciencias Exactas, Físicas y Naturales, el pamplonés Francisco de Paula Arrillaga y Garro, ingeniero de montes y geógrafo, afirmaba sobre esta pieza que era un «caso digno de mención y que acredita la cultura de un pueblo y de su cabildo municipal» por «la manera cómo el Ayuntamiento de Pamplona ha mantenido con solícito esmero, y mantiene siglos há, colgados de un muro de la escalera de sus Casas Consistoriales para el uso común, los tipos antiguos de sus unidades de medida.»